# Code national du bâtiment
Pour les articles homonymes, voir CNB.
Lire en ligne

Texte sur le site du Conseil national de recherches Canada 

Le Code national du bâtiment (CNB) est un document décrivant les réglementations sur la construction de bâtiments résidentiels, industriels et commerciaux au Canada.
Le document énumère les exigences minimum nécessaires afin qu’un bâtiment soit construit en toute sécurité. Le Code national du bâtiment peut être acheté en version imprimée ou en format électronique sur le site du Conseil national de recherche du Canada. Le code est publié tous les cinq ans.
En général, le Code national du bâtiment canadien est adopté en tant que code de construction à travers le pays, à l’exception de certaines provinces qui ont rédigé un code mieux adapté à leur région ou qui le modifie avant adoption.  L’information y est toutefois très similaire.

## Classement et division
Au courant des années, le classement du code peut varier selon les modifications. Certaines sections contiennent beaucoup d’information qu’ils peuvent être réservées afin d’alléger le code (exemple : la plomberie). Dans ce document, il contient deux livres dont le volume 1 ayant la division A et C et le volume 2 qui est la division B et les annexes.

### Volume 1
La division A comprend l’information nécessaire afin de bien analyser tous les critères retrouvés dans le code. Il contient une mise en application, une conformité, des objectifs, des énoncés fonctionnels et des notes explicatives. Cette première division est l’introduction du code pour que les gens puissent comprendre l’existence du code, démontrer les critères utilisés pour rédiger les exigences et finalement, donner une petite légende pour les définitions, symboles, et abréviations. Ceci permet aux lecteurs d’observer le code sans avoir une mauvaise interprétation.                   
Relativement à la division C, il est concentré sur le sujet administratif. Dans le fond, c’est l’information généralisée sur la division A et B et aussi des solutions de rechange. Il indique quand le code doit être utilisé,  quelques solutions à des cas généraux et il donne des caractéristiques au niveau de la protection contre l’incendie.       
Dans la division B, il y a des listes des tableaux d’attributions. Dans ces tableaux, il spécifie les «  objectifs et énoncés fonctionnels attribués aux solutions acceptables de la partie […]  » indiqué. Ceci étant dit, il résume différents sujets sur la division B en insérant le numéro où y référer et des sous-titres pour démontrer le sujet  de tous les différents cas généraux (Cette annexe peut être souvent utilisée par des avocats).

### Volume 2
Le volume 2 est simplement de l’information sur la division B qui énonce les solutions acceptables qui assurent la conformité au code.  Les deux premières parties traitent des généralités, des définitions et des normes admises (plusieurs produits sur le marché sont évalués selon ces normes pour faire la preuve qu'ils sont utilisables en conformité avec le code).     
Les bâtiments au Canada doivent être construits conformément à la partie 3 ou à la partie 9 (maisons et petits bâtiments).  La partie 3 contient les exigences de construction et de protection-incendie (résistance au feu de la charpente et des cloisonnements intérieurs) établis selon le classement des bâtiments (combinaison des usages, de l'aire de bâtiment et de la hauteur en étage).  Elle contient aussi les exigences liées à l'évacuation d'urgence et à l'accessibilité universelle.  Cette partie touche à beaucoup d'autres aspects liés à la protection-incendie.
La division B démontre aussi des règles de calcul de base afin que le bâtiment puisse avoir une structure fiable aux niveaux des charges supportées. Que ce soit la fondation, la structure ou même la toiture, les calculs de la répartition de la charge doit être bien achevé afin d’éviter que le bâtiment s’effondre. Il y a même des exigences à certains cas spéciaux. De surcroît, il y a d’autres aspects qui influencent un bâtiment comme la température. Au Canada, il y a quatre saisons auxquelles le bâtiment doit s’adapter au niveau du transfert de chaleur, le vent, la vapeur d’eau et précipitations, humidité du sol et les transmissions de son. Le CNB peut donner quelques instructions sur l’utilisation des matériaux qui sont étanches à la variation de température. De même, les appareils mécaniques subissent aussi une influence sur l’utilisation du bâtiment. Par exemple, le placement des tuyaux et des machines est stratégique, afin que l’occupant puisse facilement y accéder.
Tant qu’à la plomberie (partie 7), le code national du bâtiment a partiellement retiré cette information afin de créer un nouveau code pour cette section. Puisqu’il y a beaucoup d’information à ce sujet, il est préférable d’y accéder séparément du code. 
Notamment, le code ne s’applique pas seulement au bâtiment mais aussi à la mesure de sécurité aux abords des chantiers. Il doit aussi donner une certaine limite au niveau des chantiers pour plusieurs raisons de sécurité. Tout ce qui a rapport à un lieu public, les clôtures ou palissades, excavation et contrôle de la circulation des véhicules, etc., ceci influence l’utilisation, l'accessibilité et même la protection contre l’incendie du bâtiment. Au niveau de la partie 9, il concerne les maisons et petits bâtiments. En d'autres mots, ce sont les maisons résidentielles et des petites compagnies. Un technologue en architecture peut construire ce type de maison en autant qu’il ne construit pas un gros bâtiment. Après un certain pi2 le technologue doit consulter un architecte et/ou un ingénieur afin de s’assurer que la structure soit bien répartie. Dans le fond, tout ce qui a rapport à des résidences est retrouvé dans la partie 9 du code. Ceci démontre les mesures et exigences d’une maison familiale avec une utilité quotidienne. Cette section indiquera diverses informations sur les résidences concernant des matériaux/installations, des exigences structurales, la conception des espaces, les fenêtres et les portes, les escaliers, la fondation, protection contre l’incendie, etc. Bref, la partie 9 contient toute information nécessaire afin de bâtir une maison résidentielle.
Quelques autres parties retrouvées dans le code sont les annexes A, B, C et D. Elles permettent d’approfondir la connaissance sur des sujets plus spécifiques. L’annexe A comporte des détails et des tableaux de calculs afin de démontrer différentes options et règlementations pour le bâtiment. L’annexe B regroupe les exigences particulières de sécurité-incendie pour les bâtiments de grande hauteur. L’annexe C contient les informations et tableaux sur les données climatiques pour de nombreuses villes au Canada. L’annexe D porte beaucoup d’information sur le comportement au feu des matériaux.
Finalement, il y a un index à la fin du volume 2. S’il y a un mot clé que vous désirez rechercher, l’index est très utile afin de commencer l’utilisation du CNB.                      
En principe, le code national du bâtiment – Canada 2010 est un outil exceptionnel lorsqu’il faut évaluer les critères nécessaires d’un bâtiment. Il suffit d’apprendre comment l’analyser afin de bien le maîtriser.